# Acanthephippium mantinianum
Acanthephippium mantinianum là một loài thực vật có hoa trong họ Lan. Loài này được L.Linden & Cogn. mô tả khoa học đầu tiên năm 1896.

## Hình ảnh

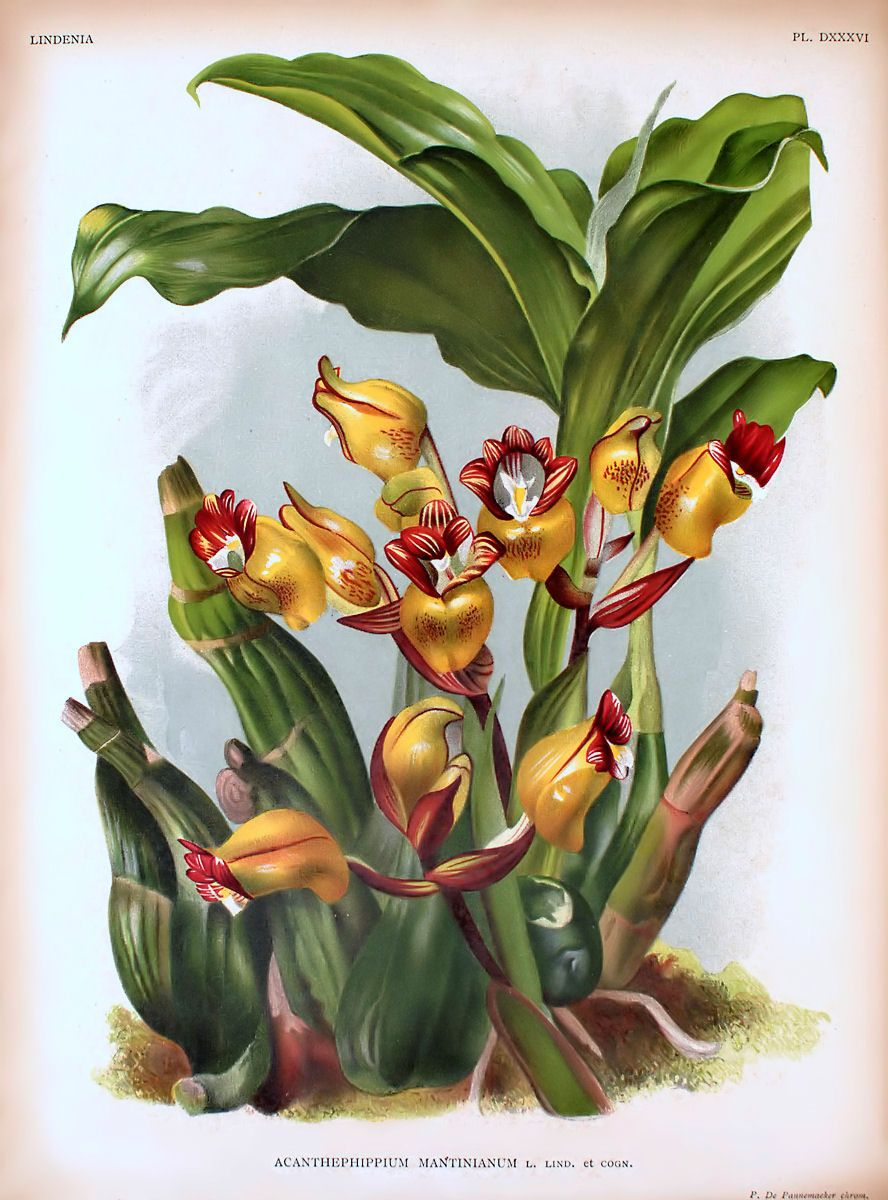
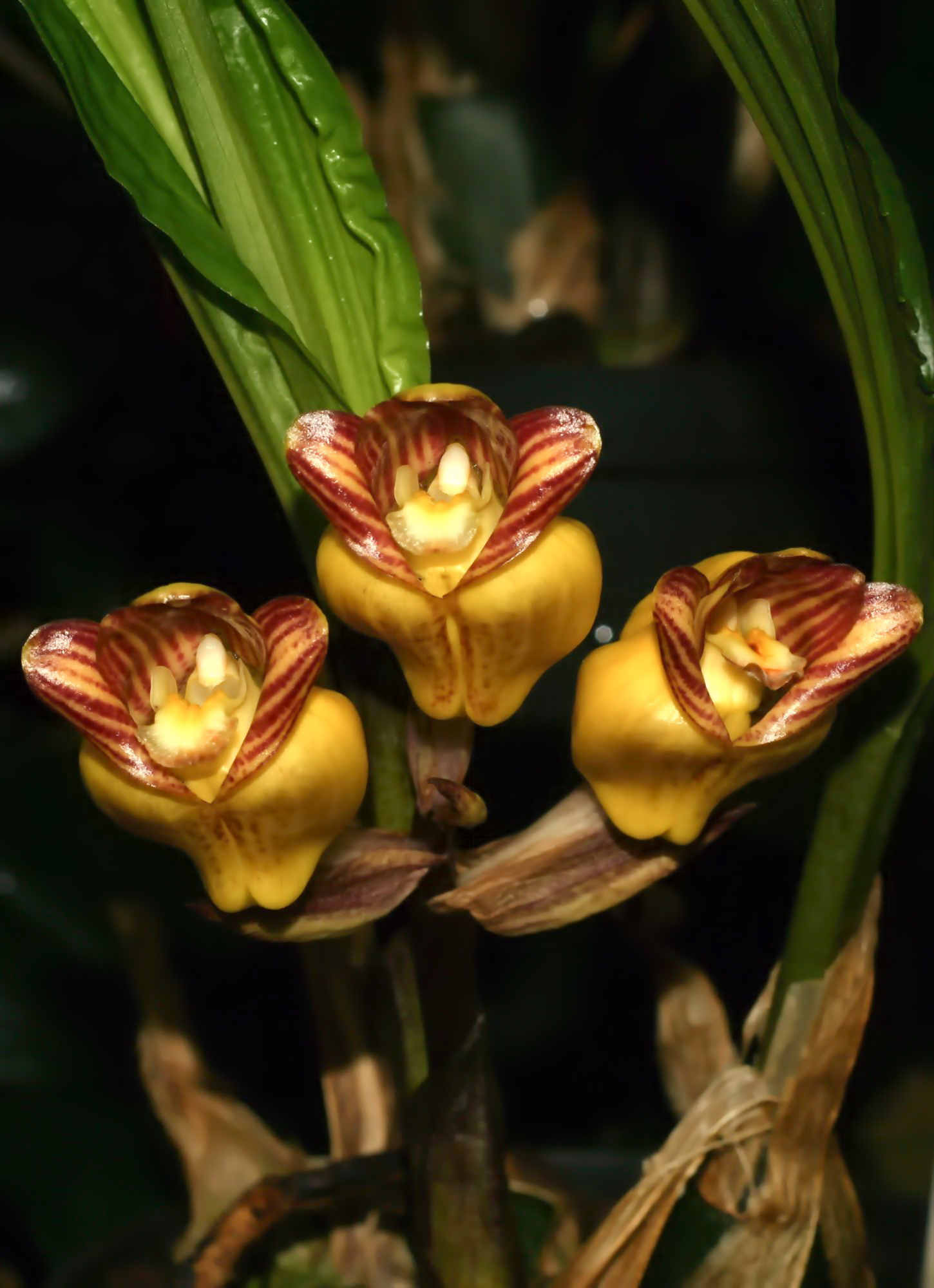
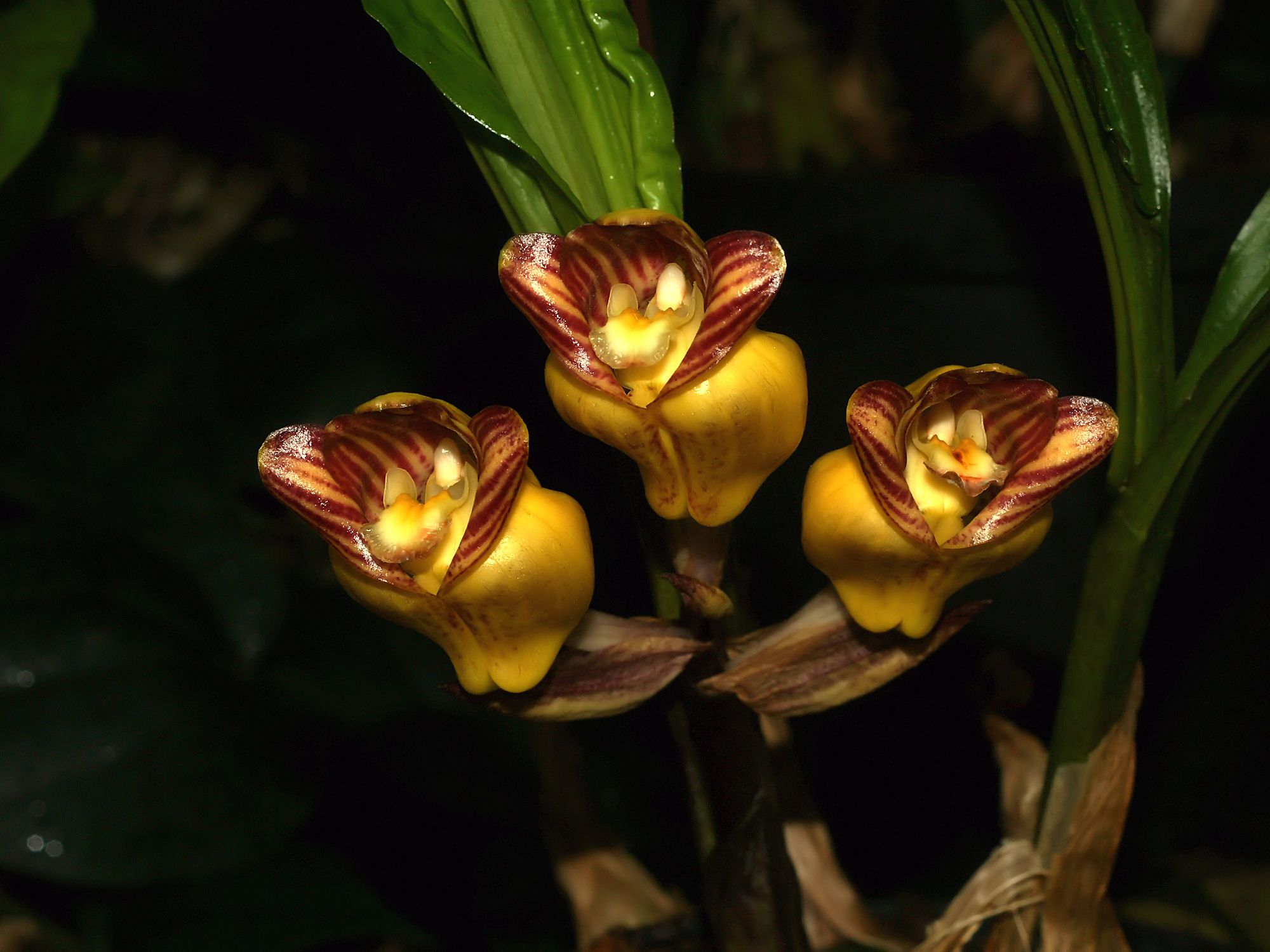